# Emunctae naris
La locuzione latina Emunctae naris, tradotta letteralmente, significa di naso fine (di buon fiuto). (Orazio, Satire, I, 4, 8).
Dicesi di uomo che ha, come si suol dire, " un buon naso", cioè intelligenza acuta e pronta, intuizione rapida e sicura, che sa prevedere gli avvenimenti.